# Adrien Calmètes
Adrien Calmètes, Adrien Victor, Joseph, (Figueres, 19 de setembre del 1800 - Montpeller, 27 de febrer del 1871) va ser un polític i diputat francès d'origen empordanès.

## Biografia
De família elnenca, el seu pare Calmètes de Rostan era advocat davant del Consell Sobirà del Rosselló, nasqué a Figueres on havien emigrat els seus pares a causa del període d'inestabilitat que acompanyà la Revolució francesa. Amb una mica més d'un any d'edat, el seu pare el portà a França. Estudià a Perpinyà i al Col·legi de Sorese, on feu gran amistat amb el futur economista i diputat Frédéric Bastiat. Titulat en dret per la universitat de Tolosa, el 1824 s'inscriví al tribunal de Perpinyà. Entrà a la carrera judicial el 4 de setembre del 1830, com a conseller del tribunal reial de Montpeller. Va ser elegit conseller general dels Pirineus Orientals pel cantó de Sornià el 1842 i hi romangué durant vora tres dècades. El 1845 fou president de cambra als tribunals de Montpeller i, ascendit a president del tribunal de Bàstia (1850), el 1859 fou nomenat conseller del Tribunal de Cassació de París; renuncià a la judicatura el 15 d'octubre del 1869 amb el rang de conseller honorari del Tribunal de Cassació. Va ser elegit diputat a l'Assemblea Nacional el 24 de maig del 1869 per la 2a. circumscripció dels Pirineus Orientals; obtingué 11.660 vots contra 5.065 d'Emmanuel Aragó i 2.214 de Michel Noe. A la Cambra segué en els escons de la majoria dinàstica i es retirà a Montpeller amb l'adveniment de la Tercera República Francesa, el 4 de setembre del 1870.
Va ser distingit amb la legió d'Honor el 1835, i promogut a oficial (1855) i finalment a comandant de la mateixa orde el 1869.